# Solells de la Casanova
Els Solells de la Casanova és una solana del terme municipal de Monistrol de Calders, al Moianès.
Estan situats a llevant de la Casanova, als peus i a migdia del Serrat de les Serveres, a la dreta del torrent de la Baga de l'Om.